# Militärflugplatz Poznań-Krzesiny

i7
i11
i13
Die 31. Baza Lotnictwa Taktycznego (31. Taktischer Luftstützpunkt) ist ein Militärflugplatz der polnischen Luftstreitkräfte (Siły Powietrzne Rzeczypospolitej Polskiej). Die Basis liegt in der Woiwodschaft Großpolen in Krzesiny etwa 10 Kilometer südöstlich des Zentrums von Posen. Sie ist die Haupteinsatzbasis der F-16-Kampfflugzeuge.

## Geschichte
Während der deutschen Besetzung Polens im Zweiten Weltkrieg entstand der Flugplatz 1941 als „Fliegerhorst Kreising“. Er diente der angrenzenden und gleichzeitig errichteten Flugzeugfabrik von Focke-Wulf als Werksflugplatz. Platz und Fabrik wurden am 29. Mai 1944 Ziel eines Luftangriffs der Eighth Air Force der United States Army Air Forces (USAAF). Das Areal wurde am 22. Januar 1945 von der Roten Armee besetzt.
Die Sowjetischen Luftstreitkräfte nutzten den Flugplatz von 1945 bis 1954, als das Areal an die Polnischen Luftstreitkräfte übergeben wurde. Die Basis wurde Heimat des 11. Pułk Lotnictwa Myśliwskiego (11. Kampfflugzeug-Regiment) und im gleichen Jahr durch eine Umorganisation des 62. Pułk Szkolno-Treningowy Lotnictwa Myśliwskiego (62. Kampftrainingsregiment). Die Einheit wurde 1957 in 62. Pułk Lotnictwa Myśliwskiego (62. Kampfflugzeug-Regiment) umbenannt. Das am längsten geflogene Muster zu Zeiten des Warschauer Pakts war die MiG-21.
Anfang 1994 wurde das Regiment in 3. Pułk Lotnictwa Myśliwskiego umnummeriert und 1999 kam es zu einem Aufwuchs an Personal und Flugzeugen aufgrund der Außerdienststellung der 17. Staffel in Poznań-Ławica.
Im Vorfeld des polnischen NATO-Beitritts Polens wurden die Streitkräfte umorganisiert und das 3. Regiment wurde im Jahr 2000 aufgelöst. In Poznań-Krzesiny wurde die 31. Baza Lotnicza (31. Fliegerbasis), ab 2008 31. Baza Lotnictwa Taktycznego (31. BLT), gegründet und dieser die 3. Taktische Fliegerstaffel, 3. Eskadra Lotnictwa Taktycznego (3. elt) unterstellt. Neben der fliegenden Gruppe mit der 3. Staffel unterstehen der Basis die den Flugbetrieb unterstützenden Gruppen. Die letzten MiG-21 wurden im Januar 2004 abgezogen und zwei Jahre später trafen die ersten F-16 ein. Im folgenden Jahr wurde mit der 6. Staffel eine zweite F-16 Einheit hinzu.

### Air Defender 23

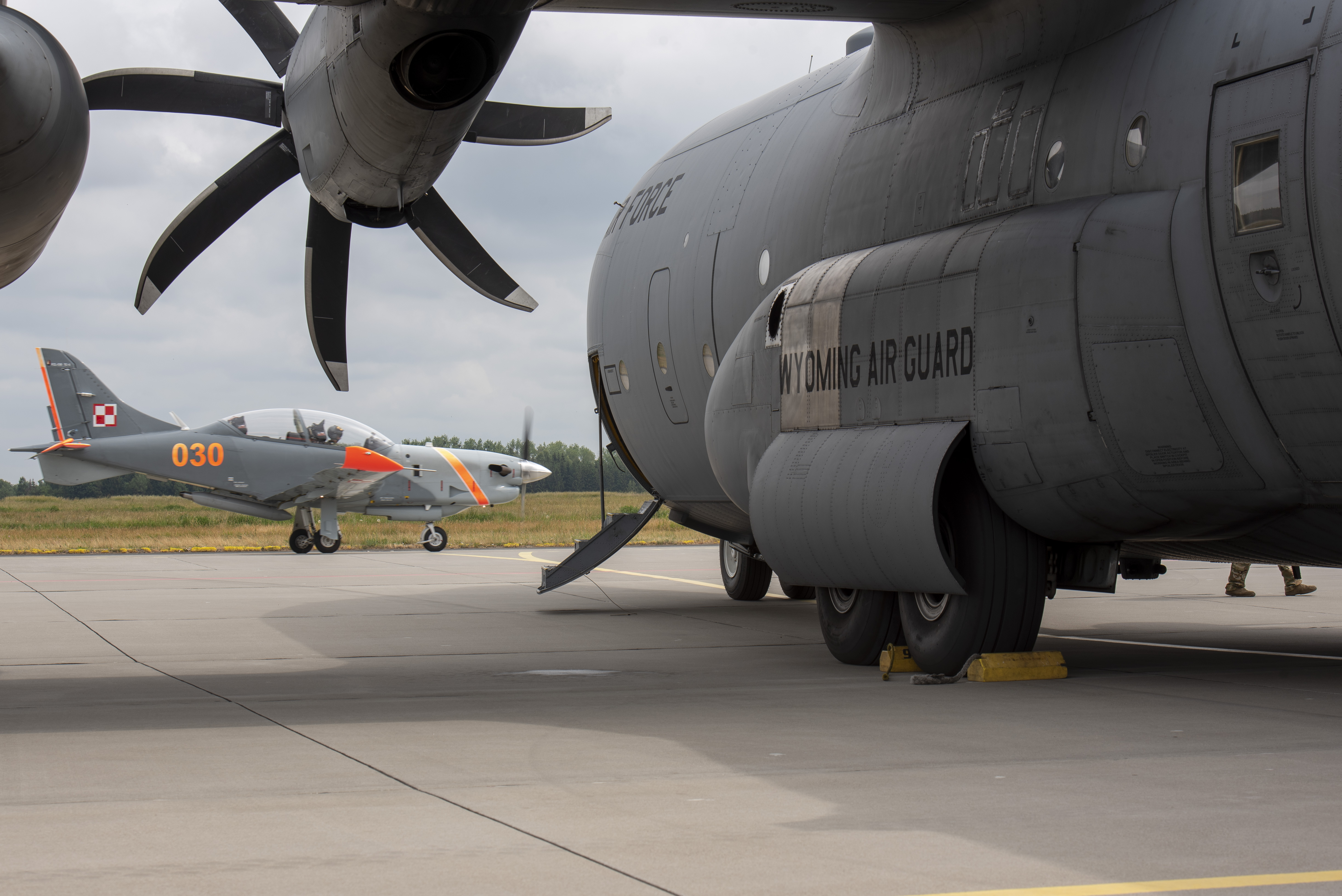
Ein polnisches PZL-130-Orlik-Schulflugzeug während des Manövers am 15. Juni 2023.

Vom 12. Juni bis zum 23. Juni 2023 ist der Flugplatz Teil des Großmanövers Air Defender 23. Die Übung ist die größte von Luftstreitkräften seit Bestehen der NATO.

## Heutige Nutzung
Die Basis beherbergt zurzeit (2019):
- 3 und 6 Eskadra Lotnictwa Taktycznego (3 und 6 ELT), taktische Staffeln, seit 2006 bzw. 2007 mit F-16C/D Block 52-Jagdflugzeugen ausgerüstet. Daneben gibt es nichtfliegende Verbände.